# Натанзон, Этя Шулимовна
Э́тя Шу́лимовна (Эте́ль Само́йловна) Натанзо́н (16 ноября 1920, Каушаны, Бессарабия — 1998, Кирьят-Нордау, Израиль) — молдавский советский педагог, психолог.

## Биография
Окончила румынский лицей «Principesa Didiani» в Кишинёве. Окончила эвакуированный в Бугуруслан Кишинёвский педагогический институт в 1944 году. В 1949—1952 годах — в аспирантуре в Московском педагогическом государственном институте имени В. И. Ленина, кандидат педагогических наук (1952).
В 1952—1954 годах преподавала в Бельцком педагогическом институте, в 1954—1995 годах — в Тираспольском педагогическом институте (в отделении педагогики и методики начального образования при физико-математическом факультете, затем доцент кафедры психологии). С 1997 года в Израиле.
Занималась главным образом проблемами обучения трудновоспитуемых детей Автор монографий и учебных пособий по педагогике и школьной психологии.

## Семья
- Муж — Исай Несанелович Шрира, экономикогеограф.
  - Сыновья — Александр Шрира, невропатолог; Виктор Шрира, математик.

## Монографии
- Проблемы педагогического воздействия на учащихся. Кишинёв: Картя молдовеняскэ, 1965.
- Задания по психологии: Пособие для студентов педагогических институтов. 2-е издание. М.: Просвещение, 1965.
- Задания по психологии на материале кинофильмов. Кишинёв: Картя молдовеняскэ, 1966.
- Психологический анализ поступков и способы педагогического воздействия на личность. Пособие для педагогических институтов. М.: Просвещение, 1968.
- Психолого-педагогические задания при анализе идей А. С. Макаренко. Кишинёв: Лумина, 1970.
- Приёмы педагогического воздействия. 2-е издание. М.: Просвещение, 1972.
- Индивидуальный подход к трудным учащимся. Кишинёв: Лумина, 1980.
- Прийоми за педагогическо въздействие (на болгарском языке). София: Народна просвета, 1980.
- Психологический анализ поступков учащихся и корректирующие приёмы педагогического воздействия. М.: Министерство просвещения СССР, 1982.
- Трудный школьник и педагогический коллектив. М.: Просвещение, 1984.
- Căile de soluţionare a conflictelor dintre învăţător şi elev. Кишинёв: Лумина, 1984.
- Трудный школьник и педагогический коллектив: Пособие для учителя (на киргизском языке). Фрунзе: Мектеп 1986.
- Трудный школьник и педагогический коллектив (Elevul dificil şi colectivul pedagogic: Material didactic pentru învăţători, на молдавском языке). Кишинёв: Лумина, 1988.
- Организация индивидуального шефства над трудным подростком. Кишинёв: Лумина, 1989.
- Психологический анализ поступков ученика: книга для учителя. М.: Просвещение, 1991.
- Взаимоотношения учителя и ученика: Профилактика правонарушений учащихся. Тирасполь: РИО Приднестровского корпоративного университета, 1993.